# Don Messick
Don Messick (7. september 1926 - 24. oktober 1997) var en amerikansk tegnefilmsdubber bag mange af Hanna-Barbera´s tegnefilm. Han var nok bedst kendt som stemmen bag Scooby-Doo.